# توماس ميخائيل دوناهو
توماس ميخائيل دوناهو (بالإنجليزية: Thomas Michael Donahue)‏ هو عالم فلك أمريكي، ولد في 23 مايو 1921، وتوفي في 16 أكتوبر 2004.